# Jigokumo
Gate of Hell (地獄門 Jigokumon)là bộ phim tiếng Nhật năm 1953 do đạo diễn Teinosuke Kinugasa. Nó kể về câu chuyện của một samurai (Kazuo Hasegawa) người cố cưới một người phụ nữ (Machiko Kyō) ông giải cứu, chỉ để khám phá ra rằng cô đã lập gia đình. Đã sử dụng Eastmancolor, Jigokumon sản xuất bởi Daiei Film. Đây là bộ phim màu đầu tiên và cũng bộ phim màu đầu tiên của Nhật Bản được phát hành ngoài Nhật Bản.

## Nội dung
Trong cuộc nổi dậy vào năm 1159, samurai Morito mong muốn Nữ quan Kesa, nhưng cô ấy đã kết hôn với Wataru. Morito quyết định thoát khỏi đối thủ của mình. Anh ta làm cho Kesa giải thích cho anh ta cách anh ta có thể giết chồng mình trong khi anh ta ngủ. Kesa cung cấp những hướng dẫn rất chính xác, nhưng khi Morito thực hiện theo kế hoạch của mình thì chính Kesa đã bị giết. Morito hiểu rằng Kesa đã hy sinh bản thân mình vì cô ấy đã quyết tâm cứu mạng sống và danh dự của Wataru.

## Diễn viên
- Kazuo Hasegawa – Morito Endo
- Machiko Kyō – Lady Kesa
- Isao Yamagata – Wataru Watanabe
- Yatarō Kurokawa – Shigemori
- Kōtarō Bandō – Rokuroh
- Jun Tazaki – Kogenta
- Koreya Senda – Gen Kiyomori
- Masao Shimizu – Nobuyori
- Tatsuya Ishiguro – Yachuta
- Kenjirō Uemura – Masanaka
- Gen Shimizu – Saburosuke
- Michiko Araki – Mano
- Yoshie Minami – Tone
- Kikue Mōri – Sawa
- Ryōsuke Kagawa – Yasutada
- Kunitarō Sawamura – Moritada

## Tiếp nhận
Sau khi Hiệp hội Nhật Bản (Manhattan) tài trợ cho phát hành bộ phim vào tháng 12 năm 1954 tại Hoa Kỳ, Bosley Crowther nhận xét trên "The New York Times", gọi đó là một phim "trình bày buồn tẻ và đẹp mắt của một câu chuyện huyền thoại thế kỷ mười ba." Theo Crowther:
"Bí mật có lẽ là về sự hưng phấn hiếm hoi của nó là sự tinh tế mà nó pha trộn một dòng nước nóng của những cảm xúc nóng với dòng chảy thanh bình nhất của sự thanh thản trên bề mặt. Những căng thẳng và đau đớn của những niềm đam mê bạo lực được tạo ra để che đậy một màn hình lụa lộng lẫy về hình thức nghiêm khắc, nhân phẩm, kỷ luật tự cao và sự hòa hợp thẩm mỹ tuyệt vời. Bản chất của nền văn hoá Nhật Bản cổ đại là một chất kích thích hữu hình trong bộ phim này."
Phim hiện đang nắm giữ Danh sách phim có rating 100% xem trên Rotten Tomatoes, với mức điểm trung bình là 8.2 / 10.

## Giải thưởng
Phim đã giành được giải thưởng lớn tại Liên hoan phim Cannes 1954, vào 1955 Giải Oscar danh dự cho "Phim nước ngoài hay nhất được phát hành lần đầu tiên tại Hoa Kỳ trong năm 1954", cùng với Giải Oscar cho thiết kế phục trang đẹp nhất, và năm 1954 Hội phê bình phim New York trao "Phim nước ngoài hay nhất". Phim thắng Báo vàng tại Liên hoan phim quốc tế Locarno.

## Video
Tại Vương quốc Anh, phim được phát hành vào năm 2012 trên Đĩa Blu-ray và DVD bởi Masters of Cinema; năm sau The Criterion Collection phát hành nó ở Hoa Kỳ.